# Sự kiện tuyệt chủng Eocen–Oligocen
Sự chuyển tiếp từ giai đoạn cuối Thế Eocen sang giai đoạn đầu Thế Oligocen được đánh dấu bởi một sự kiện tuyệt chủng trên quy mô lớn và biến động về động thực vật (mặc dù vẫn là nhỏ khi so sánh với các sự kiện đại tuyệt chủng). Hầu hết các sinh vật bị ảnh hưởng sống ở dưới biển hoặc dưới nước trong tự nhiên. Chúng bao gồm cả những sinh vật cuối cùng của những loài động vật biển có vú cổ đại, phân bộ Archaeoceti.
Đây là thời điểm diễn ra một sự biến đổi khí hậu lớn, lạnh đi một cách đặc biệt, tuy nhiên nó lại không liên quan một cách rõ ràng với bất cứ một tác động nghiêm trọng mang tính đơn lẻ nào hoặc bất cứ sự kiện thảm họa núi lửa nào. Một nguyên nhân khác dẫn đến sự kiện tuyệt chủng được suy đoán có thể là do hoạt động núi lửa trong thời gian dài. Một suy đoán nữa đó là các sự kiện tuyệt chủng có thể có liên quan tới một vài va chạm vẫn thạch lớn xảy ra vào khoảng thời điểm này. Một sự kiện kiểu như vậy đã gây ra hố va chạm Vịnh Chesapeake (40 km), và một cái khác tại Hố va chạm Popigai (100 km) ở miền trung Siberia, phân tán các mảnh vụn có lẽ xa tới tận châu Âu. Niên đại mới của thiên thạch Popigai đã gợi ra rằng nó có lẽ là nguyên nhân của cuộc tuyệt chủng hàng loạt.
Một giả thuyết khoa học chủ đạo về sự lạnh đi của khí hậu ở thời điểm này đó là việc giảm nồng độ cacbon dioxide trong không khí, mà đã suy giảm một cách dần dần trong giai đoạn giữa cho tới cuối thế Eocen và có khả năng đạt tới ngưỡng nào đó xấp xỉ 34 triệu năm trước. Giới hạn này lại có liên quan một cách mật thiết với sự kiện Oligocene Oi-1, một sự mất cân bằng đồng vị của oxy đã đánh dấu sự hình thành của dải băng bao phủ toàn bộ Nam Cực.